# Izsák ben Mózes
Izsák ben Mózes Bécsből (héberül: יצחק בן משה מווינה), vagy Izsák Ór-Zarua, rövidített nevén RIaZ [Rabbi Itzhak Ór-Zarua héberül: רבי יצחק אור זרוע] (Meißen?, 1180 körül – Bécs, 1250/1260 körül) középkori zsidó hittudós.
Életéről csak kevés adat maradt fenn. Valószínűleg a Szászországi Meißenből származott, de megfordult a Cseh- és a Magyar Királyságban is, majd Bécsben telepedett le. Fő műve a Talmudhoz írott terjedelmes glossza- és kommentárgyűjteménye, az Ór Zerúa. Meleg hang, bensőséges homiletikai jelleg teszi élvezetessé a művet, és meglátszik rajta Izsáknak a regensburgi Júda ben Sámuel há-Chásziddal ('Jámbor Júda') való érintkezése.